# Neocatolaccus varicornis
Neocatolaccus varicornis är en stekelart som först beskrevs av Alan Parkhurst Dodd 1915.  Neocatolaccus varicornis ingår i släktet Neocatolaccus och familjen puppglanssteklar. Inga underarter finns listade i Catalogue of Life.